# Аполлон Бельведерский
Аполло́н Бельведе́рский (итал. Apollo Belvedere) — античная статуя, изображающая древнегреческого и древнеримского бога солнечного света Аполлона в образе молодого прекрасного юноши, стреляющего из лука. Согласно одной из версий статуя изображает солнечного бога, только что поразившего стрелой хтоническое чудовище, змея Пифона, охранявшего вход в Дельфийское святилище, после чего Аполлон занял его место и стал «Аполлоном Пифийским». Статуя хранится в Ватикане, Музей Пио-Клементино (Октогональный двор).

## История
Оригинал скульптуры был создан из бронзы около 330 г. до н. э., вероятно, в Афинах скульптором Леохаром, о котором известно немного. В Афинах в разные годы трудились два мастера по имени Леохар. Известно также, что мастер Леохар был придворным скульптором Александра Македонского.
Бронзовая статуя Аполлона, созданная около 330 г. до н. э., во времена поздней классики, когда-то стояла на афинской Агоре. Она не сохранилась. По поводу датировки весьма приблизительной мраморной реплики мнения исследователей существенно расходятся. Большинство специалистов считает ватиканское произведение работой мастера неоаттической школы, другие — произведением римского мастера II в. н. э.. Ствол дерева, добавленный для опоры правой руки Аполлона, в оригинале отсутствовал. Он не нужен в бронзе, но необходим в хрупком мраморе. Кроме того, как показывает другая реплика прославленной статуи — голова Аполлона (так называемая голова Штайнхайзера), хранящаяся в Базеле (Швейцария), — в ватиканской статуе значительно усложнена причёска. Поэтому следует говорить именно о реплике, но не о копии.
Мраморная статуя высотой 2,24 м была найдена в 1489 году при раскопках виллы Нерона в Антии (в то время территория Неттуно) близ Рима (ныне Анцио). По другой версии — в области Гроттаферрата. Известны два рисунка этой статуи, сделанные с натуры одним из учеников Доменико Гирландайо (хранятся в Эскориале, Мадрид).
Статуя принадлежала Джулиано делла Ровере ещё до того, как он стал папой Римским под именем Юлия II. Некоторое время, в годы понтификата Александра VI (1492—1503), статуя находилась в садах церкви Санти Апостоли. В 1511 году статую Аполлона перенесли в антикварий, в октогональный (восьмиугольный) двор (Сortile ottagonale), или «Дворик статуй» (Cortile delle Statue), построенный архитектором Донато Браманте) в Бельведере Ватиканского дворца, рядом со скульптурной группой «Лаокоон и его сыновья». Отсюда её название — Аполлон Бельведерский.
После установки в Бельведере статуя обрела известность в художественных кругах, и возник спрос на её повторения. Скульптор из Мантуи Пьер Якопо Алари Бонакольси, прозванный «L’Antico», сделал восковую модель, которую он отлил из бронзы, тщательно обработал и частично вызолотил. Эту реплику размножили, в том числе для коллекции герцогов Гонзага. Альбрехт Дюрер заимствовал позу Аполлона для гравюры 1504 года с изображением Адама и Евы (на оттиске в зеркальном виде). Помимо Дюрера, несколько крупных художников эпохи позднего Возрождения делали зарисовки со статуи Аполлона, среди них были Микеланджело, Баччо Бандинелли и Хендрик Гольциус. В 1530-х годах рисунок статуи награвировал Маркантонио Раймонди и это изображение стало известно по всей Европе.
Однако статуя была найдена с отбитыми руками. В 1550-х годах (в иных источниках указан 1532 год) итальянский скульптор Дж. А. Монторсоли, ученик Микеланджело, дополнил нижнюю часть правой и полностью утраченную левую руку.
В середине XVIII века, с началом эпохи неоклассицизма, слава этого произведения ещё более возросла, во многом благодаря восторженному отзыву И. И. Винкельмана в его классическом труде «Мысли по поводу подражания греческим произведениям в живописи и скульптуре» (1755): «Воображение не сможет создать ничего, что превзошло бы Ватиканского Аполлона с его более чем человеческой пропорциональностью прекрасного божества: всё, что в состоянии были произвести природа, гений и искусство, — всё это здесь у нас перед глазами».
В 1797 году Наполеон Бонапарт, захвативший Италию, по условиям Толентинского мирного договора отправил статую Аполлона Бельведерского (вместе с другими шедеврами античной скульптуры, среди которых были «Бельведерский торс», «Лаокоон и его сыновья» и многие другие) в Париж, в музей Лувра. После падения Бонапарта в 1815 году скульптура вернулась в Ватикан.

## Художественные особенности
Несмотря на некоторую маньеристичность, холодность и андрогинность фигуры, «гладкость» обработки мрамора, которая может показаться излишней, это произведение впечатляет уравновешенностью и пластичностью. Удивительная стройность рук (несмотря на реставрацию) и ног, спаянность всех частей, «заходы форм» в области суставов и многие другие нюансы, заметные для профессионалов, выдают позднейшее происхождение этой реплики, но не снижают её художественных достоинств. Б. Р. Виппер писал, что «главная пластическая ценность Аполлона Бельведерского… заключается в изящной гибкости его тела, в поразительной лёгкости его словно парящего шага… Он шагает широким шагом прямо на зрителя. Но благодаря далеко раскинутым рукам и повороту головы, благодаря тому, что всё его тело полно хиазмов, движение не сосредоточивается в одном направлении, а как бы лучами расходится в разные стороны. Именно этот центральный характер движения придаёт всей поступи Аполлона такую пружинную гибкость». Хиазмом (др.-греч. χιασμός — уподобление греческой букве χ) Б. Р. Виппер назвал перекрещивающиеся линии движения, возникающие от переноса тяжести тела фигуры на одну ногу, создающие S-образный изгиб, или «линию красоты». S-образная линия подчёркивает пластическое движение и придаёт изображению особенное изящество. Но в фигуре Аполлона их несколько, они пересекаются, множатся и от того вся фигура приобретает зрительно подвижный характер.

## Художественные оценки и влияния
В академическом искусстве статуя Аполлона Бельведерского, как и Сикстинская Мадонна Рафаэля, является эталоном красоты и символом гармонии. Хотя такая оценка не абсолютна. Со временем усиливались критические мнения. Романтическое движение в искусстве рубежа XVIII—XIX веков отвергало академические каноны красоты. Эссеист У. Хэзлитт, один из лидеров английского романтизма, назвал статую Аполлона «положительно плохой» (positively bad). Дж. Раскин — английский писатель, художник, теоретик искусства и литературный критик середины XIX века писал о своём разочаровании при встрече с этим произведением. Историк искусства У. Патер обратил внимание на гомоэротический характер скульптуры.
Однако Артур Шопенгауэр в третьей книге «Мир как воля и представление» (1819) упоминает Аполлона Бельведерского, восхищаясь тем, как голова статуи демонстрирует человеческое превосходство: «Голова бога муз с глазами устремлёнными вдаль, настолько свободно держится на плечах, что кажется, будто она полностью свободна от тела и больше не подчиняется его заботам». А. С. Пушкин посвятил Аполлону восторженные строки:
Лук звенит, стрела трепещет,

И, клубясь, издох Пифон;

И твой лик победой блещет,

Бельведерский Аполлон!

(1827)
Только лик у этой статуи не блещет и он неподвижен как маска. К. Кларк сформулировал ироничную эпитафию: «В течение четырёхсот лет после своего открытия Аполлон был самым восхитительным произведением скульптуры в мире. Наполеон очень гордился тем, что украл его из Ватикана. Теперь о нём полностью забыли, за исключением гидов туристических компаний, которые остались единственными носителями традиционной культуры».
В российском искусствознании всегда доминировал академический подход, поэтому критические оценки были редки. Так, В. М. Полевой отмечал, что «тема торжества светлого человеческого начала над дикими силами, его возвышенная красота, героика, достоинство» существуют в статуе Аполлона «именно как норма, как сумма правил». А такие правила «способны породить блистательно эффектное, парадное, но внутренне пустое и холодное произведение».
Тем не менее, Статуя Аполлона Бельведерского остаётся одним из самых популярных произведений изобразительного искусства. Повторения, реплики и гипсовые слепки этой скульптуры, украшают музеи, вестибюли учреждений, здания театров, сады и парки разных стран. Многие художники оставались под воздействием «классицистической маски Аполлона». Антонио Канова варьировал маску Аполлона во многих произведениях: Голова гения смерти (1792; Санкт-Петербург, Эрмитаж), Персей с головой Медузы Горгоны (1797—1801; Ватикан, реплика: Метрополитен музей, Нью-Йорк).
В романе австрийского писателя Роберта Музиля «Человек без свойств» (1931—1932) персонаж Ульрих комментирует: «Кому ещё нужен Аполлон Бельведерский, когда перед глазами новые турбодинамические формы или ритмичные движения поршней парового двигателя!»
Профиль Аполлона Бельведерского (на фоне американского орла) изображён на официальном логотипе миссии «Аполлона-17» с высадкой на поверхности Луны в 1972 году.